# FMK-3 (мина)
FMK-3 — аргентинская противотанковая фугасная мина нажимного действия. Разработана в Аргентине. Производство велось государственной оборонной компанией DGFM.

## Конструкция
Корпус мины FMK-3 выполнен из стеклопластика, и снаряжён тротилом. В роли взрывателя выступает аргентинская противопехотная мина FMK-1, помещаемая сверху корпуса во втулку. Для этого в донной части FMK-1 имеется отвинчивающаяся заглушка, после чего мина вкручивается в FMK-3. В результате этого необходимое для срабатывания усилие увеличивается с 5 до 150—280 кгс. Сапёры, выполнявшие разминирование местности после завершения боевых действий, сообщали, что подобные боеприпасы было трудно обнаружить штатными индукционными миноискателями.

## Применение в военных конфликтах

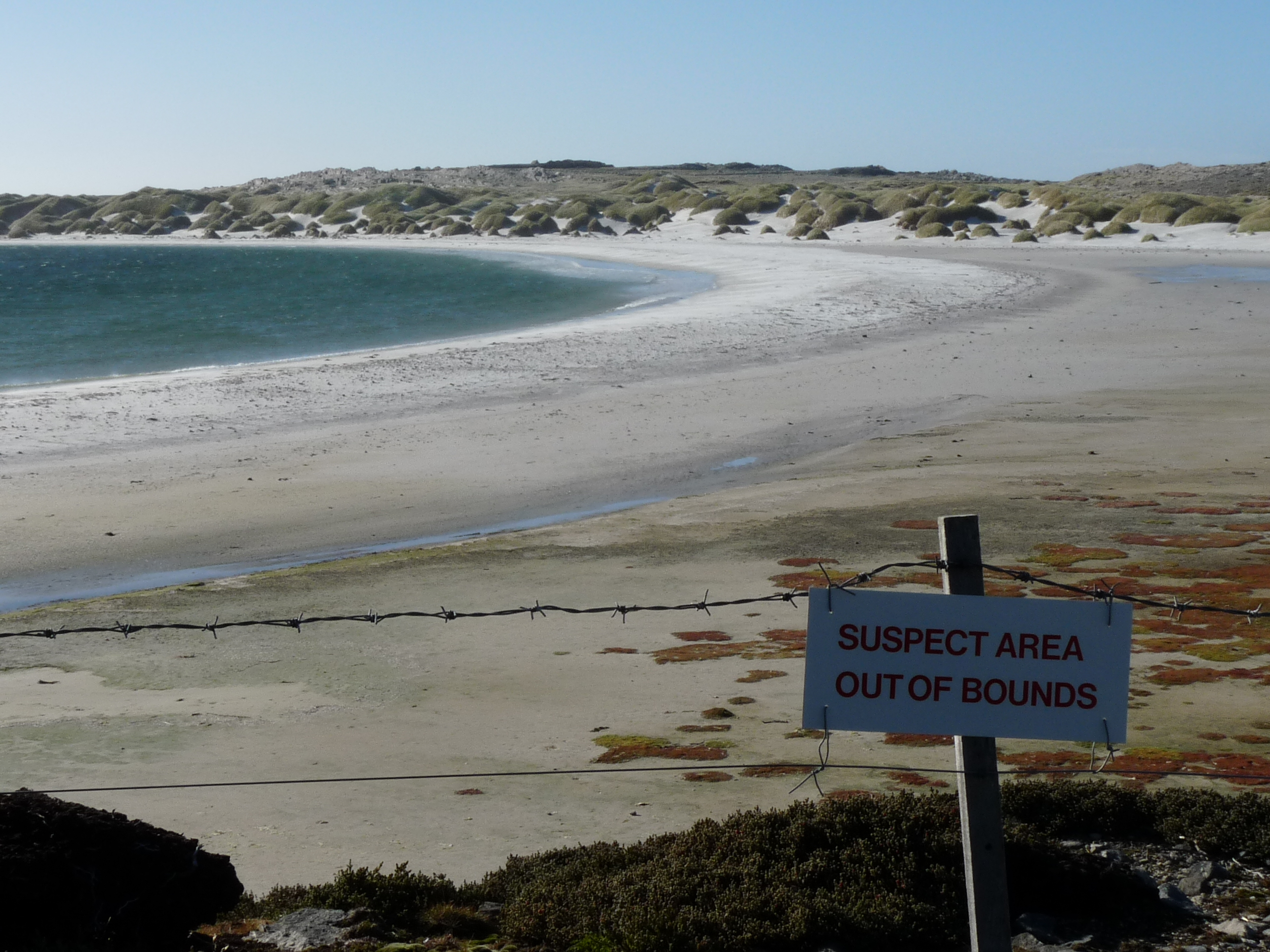
Предупреждающие таблички на пляже Йорк-Бей

Использовалась на Фолклендских островах во время англо-аргентинской войны 1982 года. Аргентинцы минировали побережье в местах предполагаемых высадок английских войск. На 2000 год на Фолклендских островах на 117 минных полях общей площадью 20 км2 находилось 25 тысяч необезвреженных мин, в том числе противотанковых FMK-3. Эти огороженные колючей проволокой территории неожиданно способствовали увеличению популяции пингвинов, находившихся здесь на грани исчезновения. Вес пингвина оказался недостаточным для срабатывания мин. Таким образом, они могут благополучно размножаться без помех со стороны людей. Места обитания оказались настолько популярными и прибыльными для экотуризма, что появились люди, протестующие против обезвреживания мин.